# Congregació de la doctrina de la Fe
La Congregació de la Doctrina de la Fe (llatí: Congregatio pro Doctrina Fidei) és un òrgan col·legiat del Vaticà la funció del qual, custodiar la correcta doctrina a l'església catòlica, està definida segons l'article 48 de la Constitució Apostòlica sobre la Cúria Romana Pastor bonus, promulgada per Joan Pau II el 28 de juny de 1988.
Aquesta Congregació és la successora de l'antiga "Sagrada Congregació de la Romana i Universal Inquisició",  fundada per Pau III el 1542 sota la influència del cardenal Giovanni Pietro Carafa, qui anys més tard va esdevenir papa Pau IV. Durant el seu pontificat el Sant Ofici va convertir-se en la seva arma més poderosa. Reanomenada per Sant Pius X el 1908 com a "Sagrada Congregació del Sant Ofici" i a la qual Pau VI el 1965 va donar el seu nom actual, encara que ha estat antecedit amb el terme Sagrada (Sagrada Congregació per a la Doctrina de la Fe) fins a la reforma del codi de Dret canònic de 1983, que ho va excloure dels noms de les congregacions vaticanes.
Comptava amb vint-i-cinc membres — cardenals, arquebisbes i bisbes — i va estar presidida des de 1981 pel cardenal Joseph Ratzinger, fins que en l'últim conclave aquest fou escollit com a papa, Benet XVI que va nomenar com successor a la presidència l'arquebisbe nord-americà William Joseph Levada el 13 de maig de 2005, qui després fos també elevat a la categoria de cardenal al Consistori del 24 de març de 2006. Levada ja era membre d'aquesta congregació des de 1976.

### Des de la fundació fins al

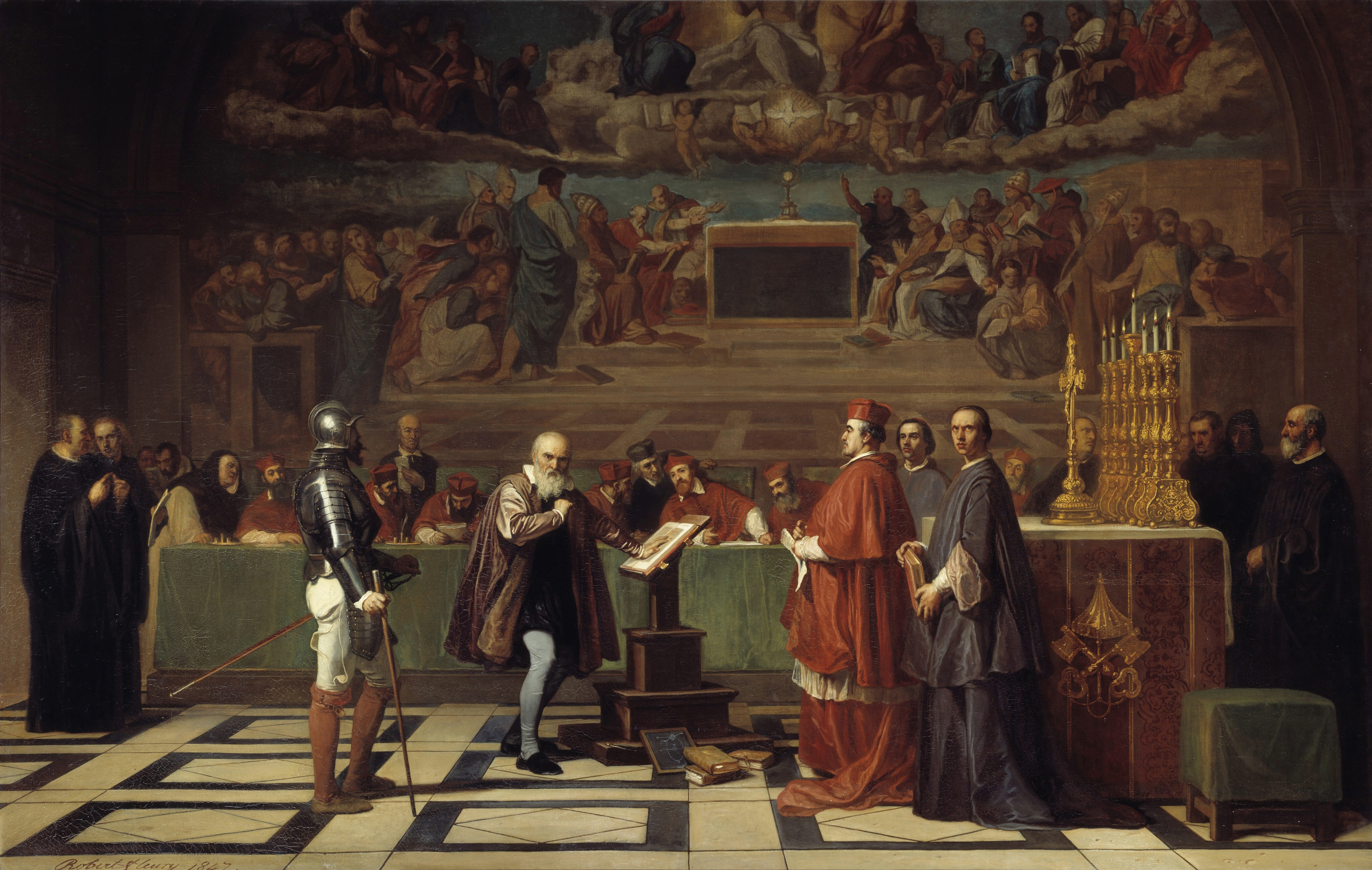
"L'astrònom Galileo Galilei present davant el Sant Ofici", una pintura del de Joseph-Nicolas Robert-Fleury.

## Organització

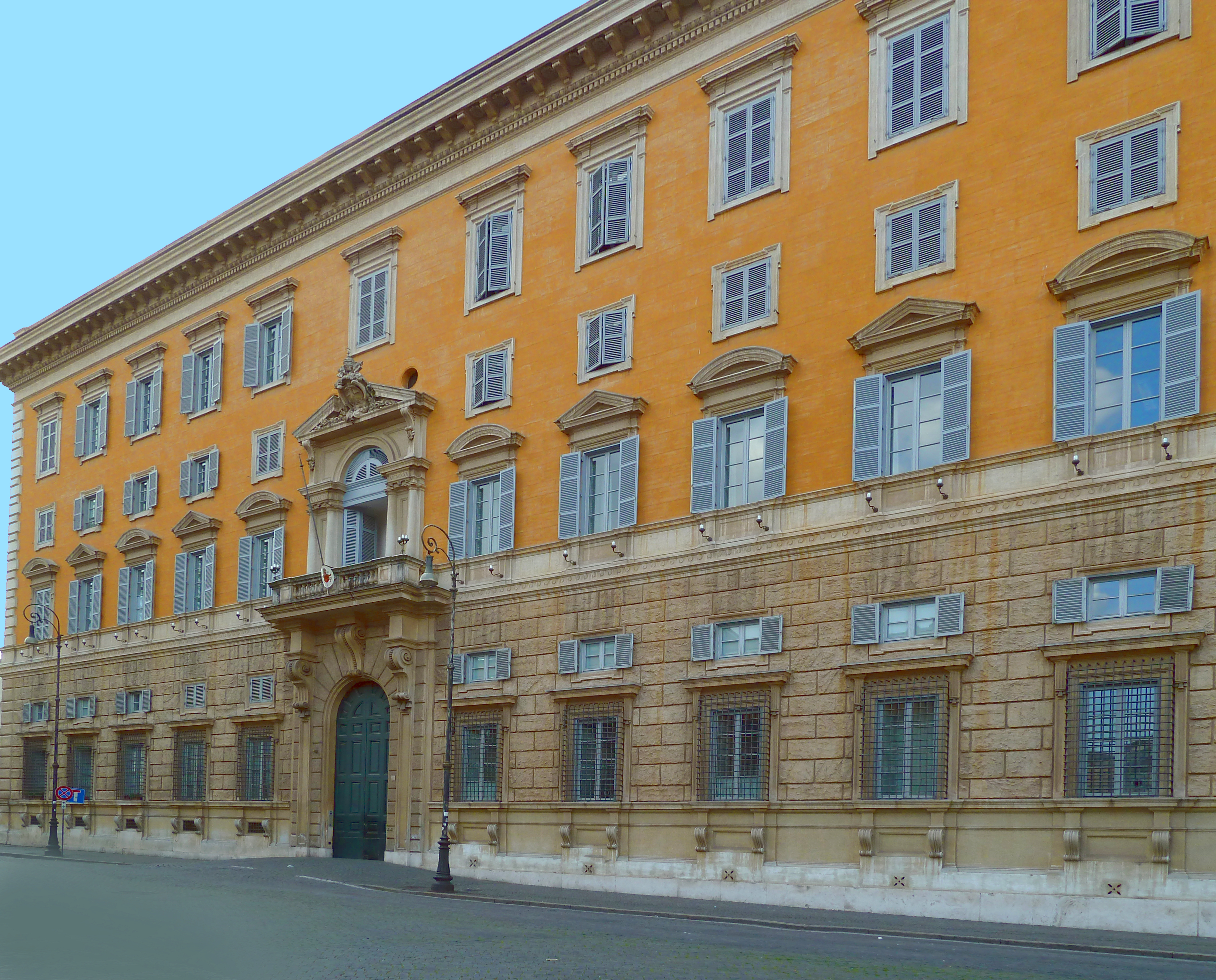
La seu de la Congregatio pro doctrina fidei a Roma.